# Calleville

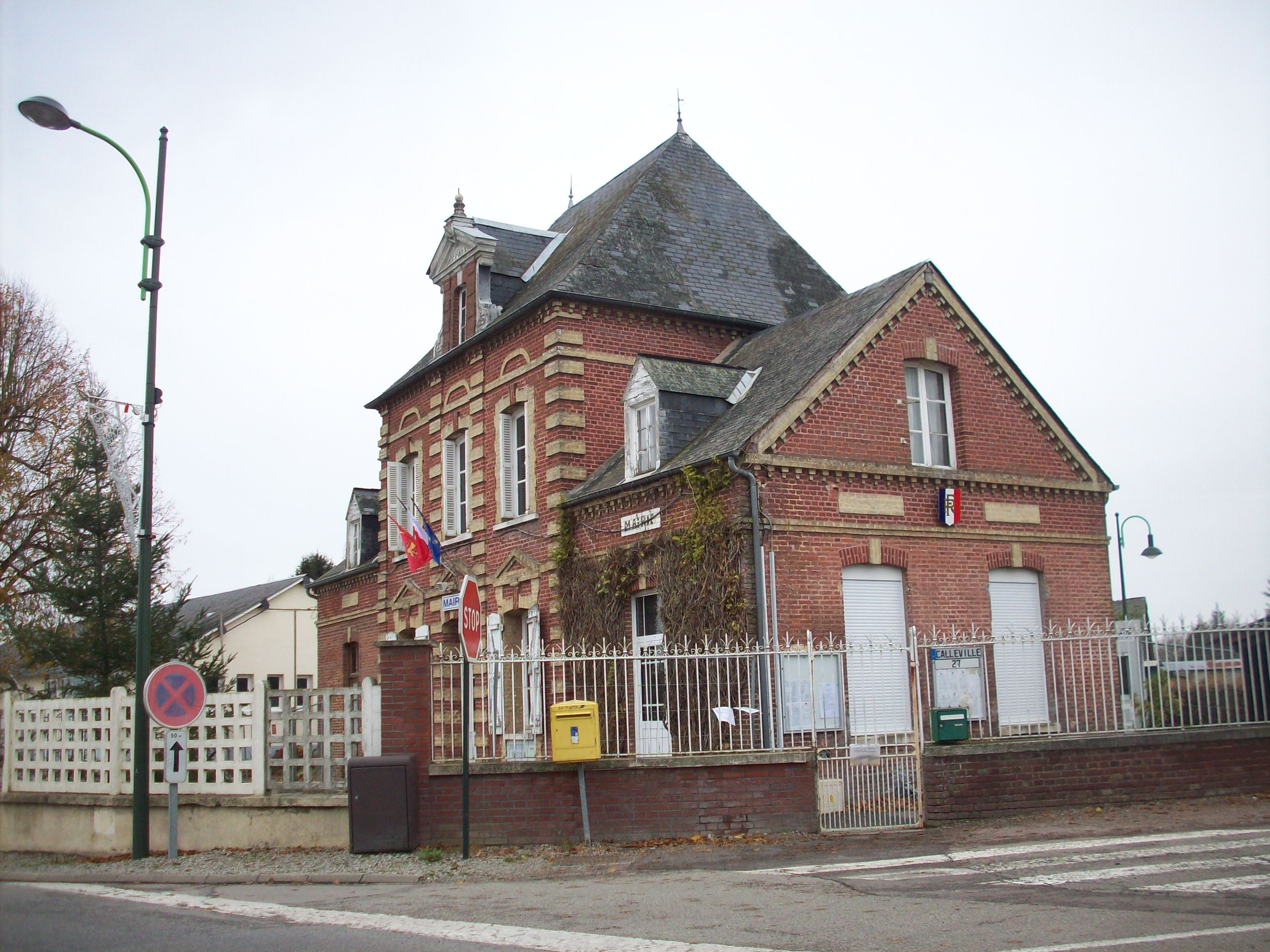
Gemeentehuis

Calleville is een gemeente in het Franse departement Eure (regio Normandië) en telt 552 inwoners (2004). De plaats maakt deel uit van het arrondissement Bernay.

## Geografie
De oppervlakte van Calleville bedraagt 8,6 km², de bevolkingsdichtheid is 64,2 inwoners per km².
De onderstaande kaart toont de ligging van Calleville met de belangrijkste infrastructuur en aangrenzende gemeenten.

## Demografie
Onderstaande figuur toont het verloop van het inwonertal (bron: INSEE-tellingen).

## Fruitteelt
De plaats heeft haar naam gegeven aan de appelsoort Calville, die daar rond 1600 veel werd geteeld.